# Tiefengruben (Bad Berka)
Tiefengruben ist ein Ortsteil der Stadt Bad Berka im Landkreis Weimarer Land.

## Geografie
Tiefengruben ist ein Rundling im Mittleren Ilmtal und steht seit 1976 komplett unter Flächendenkmalschutz. Ortsmittelpunkt sind die Kirche und der Dorfteich. Es liegt etwa 4 Kilometer vom Stadtzentrum Bad Berkas entfernt und etwa 2,5 Kilometer von Tonndorf.
Tiefengruben liegt Luftlinie etwa 12 Kilometer südwestlich von Weimar und etwa 17 Kilometer südöstlich von Erfurt.

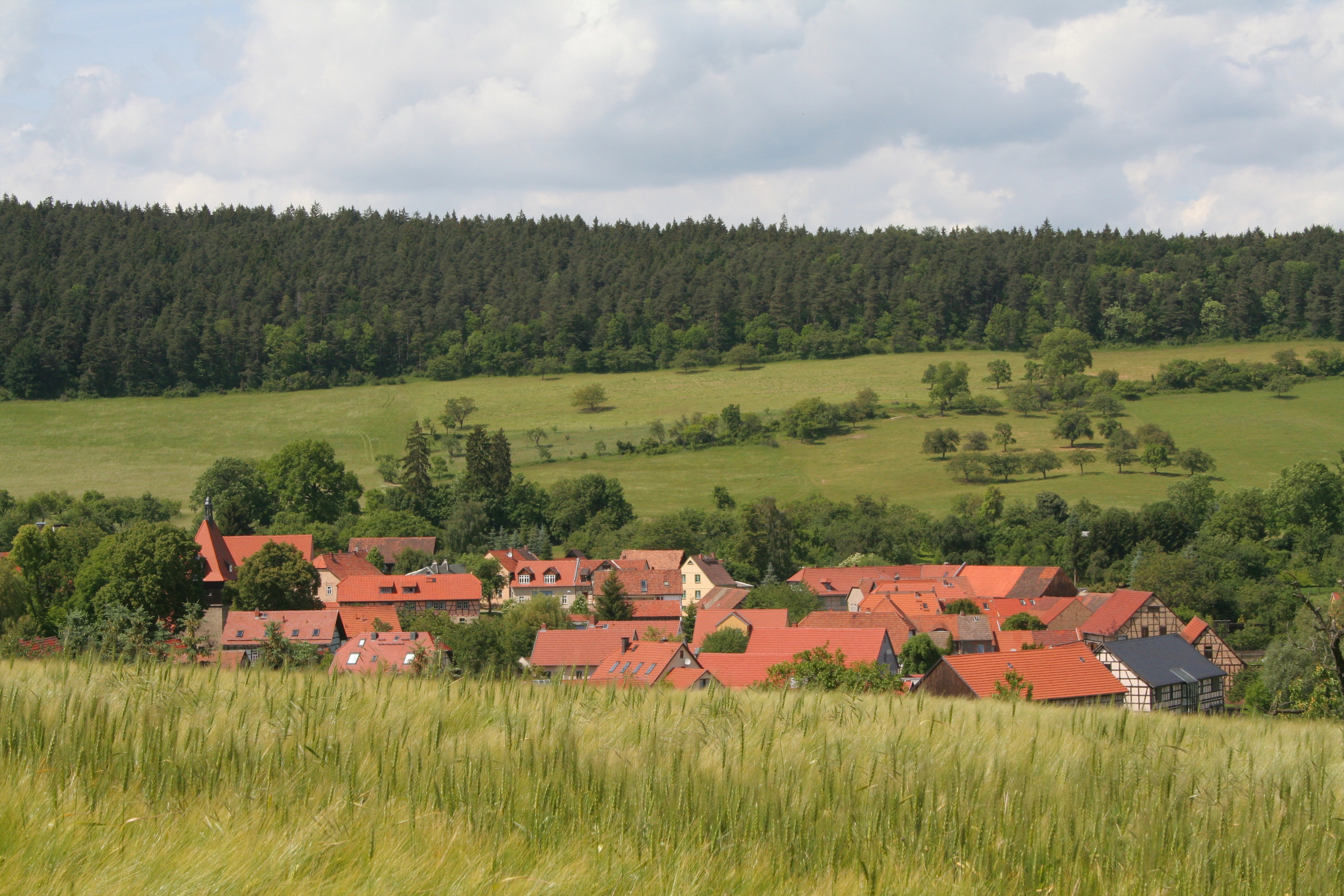
Ansicht aus südlicher Richtung
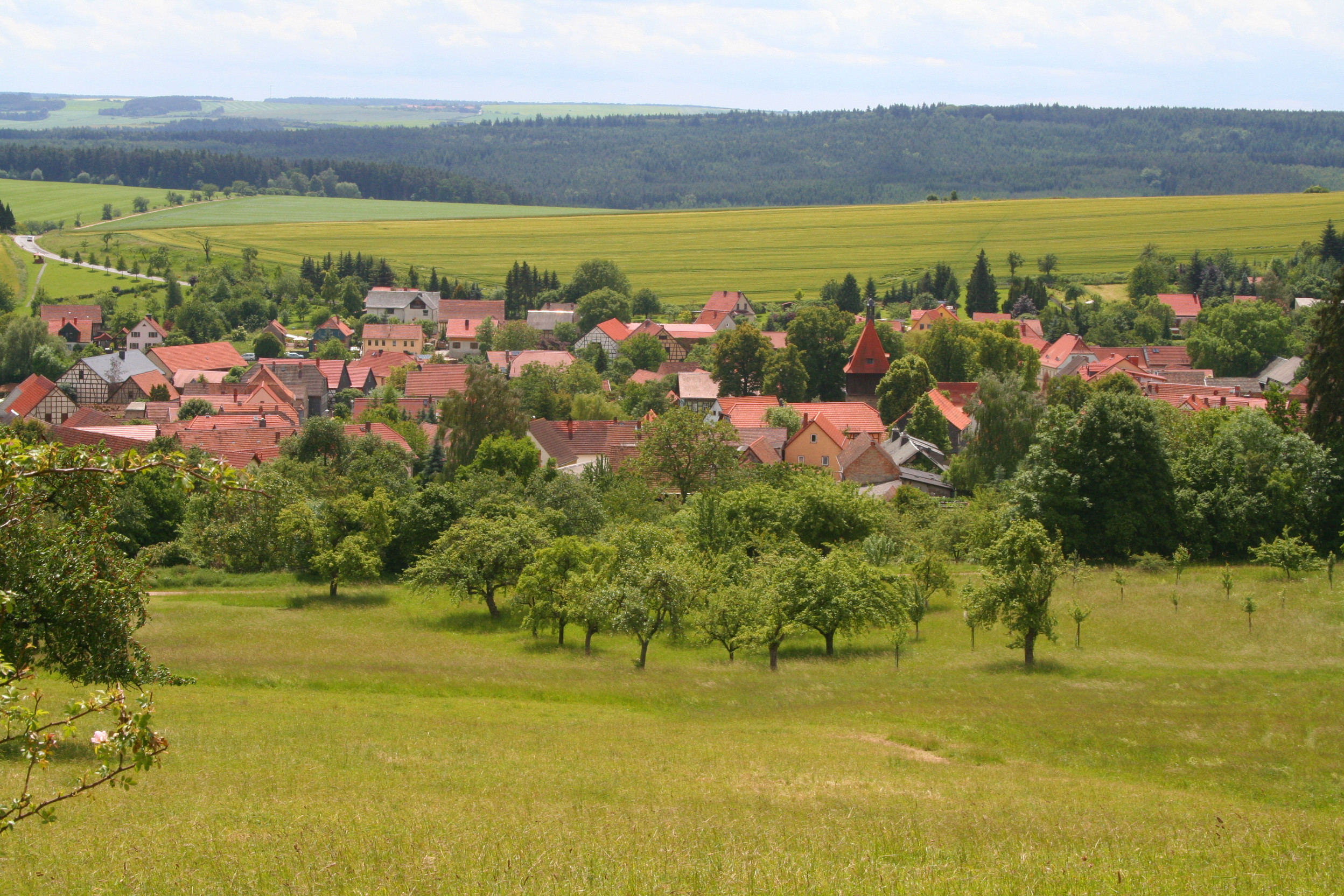
Ansicht aus nördlicher Richtung
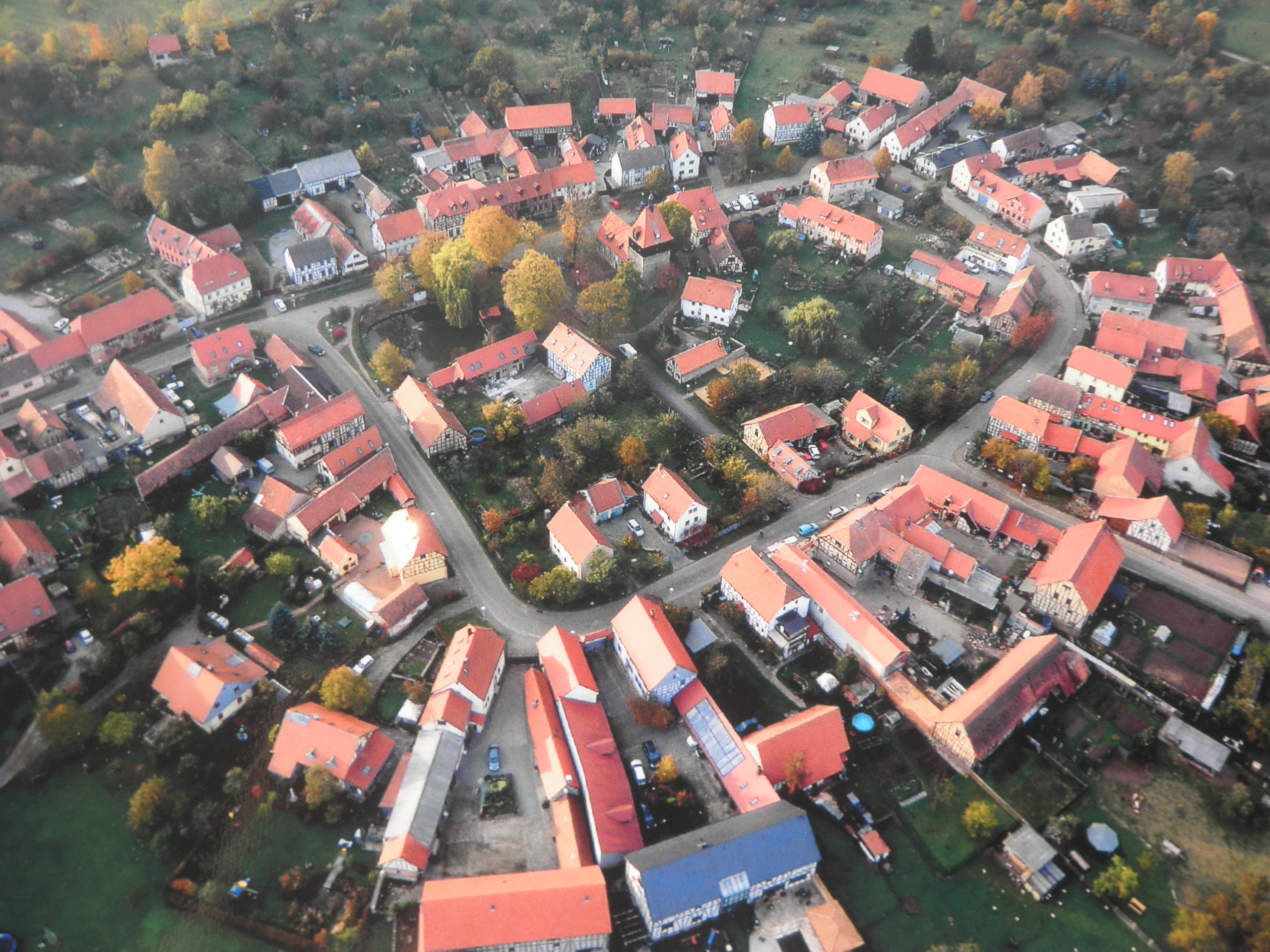
Luftbild (von Schautafel im Ort 2017)

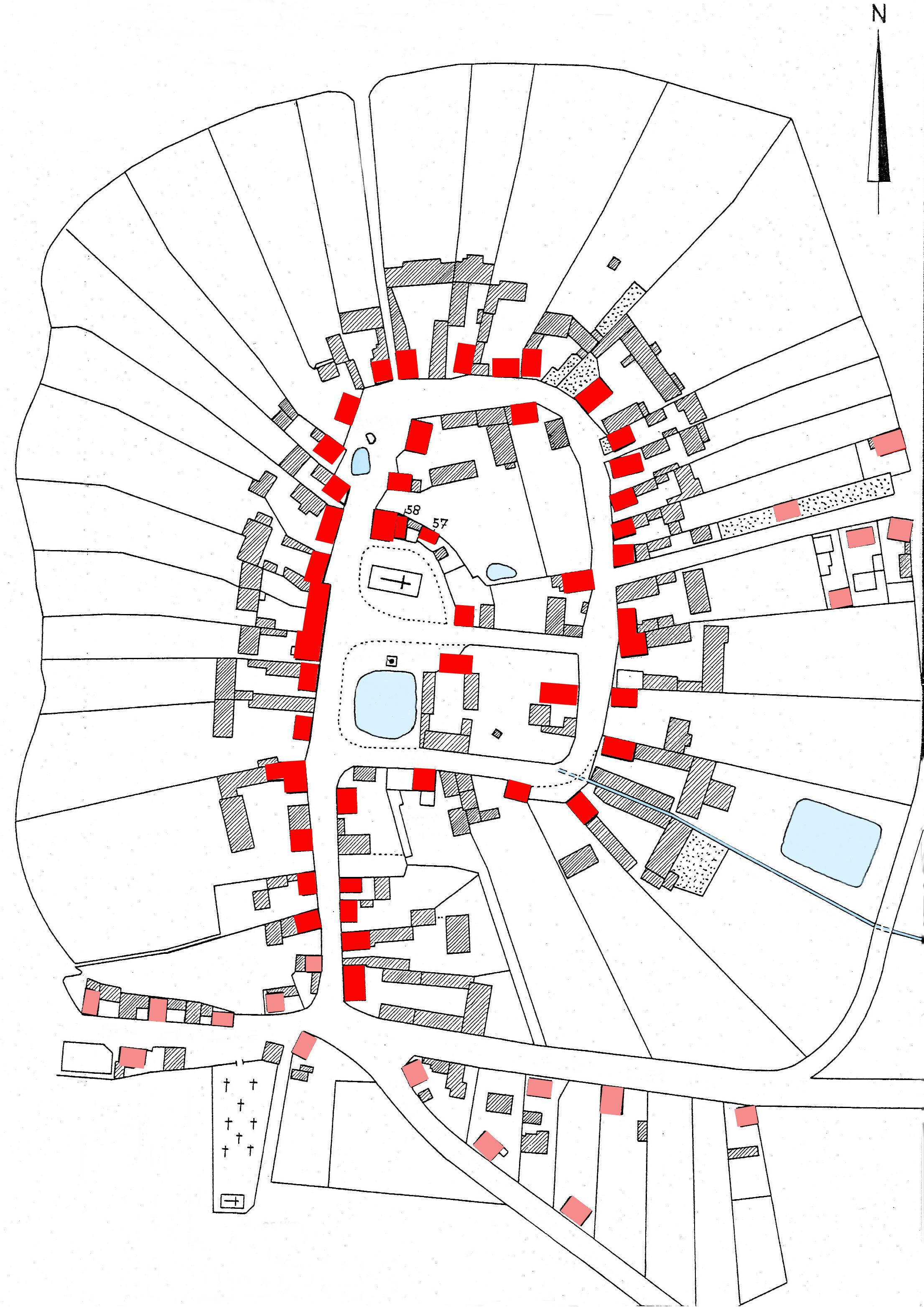
Planskizze des Rundplatzdorfes. Die ehemaligen Hofgrundstücke sind wie Tortenstückchen um einen großen Innenplatz angeordnet, der aber schon seit Jahrhunderten bebaut ist. Der Plan entspricht etwa dem Stand von vor 1945. Wohnhäuser auf Grundstücken, die schon im 17. Jahrhundert bebaut waren, sind rot eingefärbt; Wohnhäuser auf Grundstücken, die erst deutlich später bebaut wurden, sind hellrot eingefärbt.

## Geschichte
Die erste urkundliche Erwähnung ist unklar. Eine Theorie besagt, dass Tiefengruben 1289 als de Tephengruben in einer Schenkungsurkunde des Weißfrauenklosters in Erfurt erwähnt wird. Die zweite Theorie besagt, dass es sich bei Diephenburnen in einer Urkunde von Adalbert von Mainz an das Marienstift Erfurt aus dem Jahr 1119 um das Dorf Tiefengruben handeln soll und nicht um das Tiefborntal bei Bad Berka.
Die Geschichte des Dorfes Tiefengrubens war bis 1816 über Jahrhunderte mit der Geschichte Erfurts und dem zum Erfurter Gebiet gehörenden Amt Tonndorf verknüpft. Es wird angenommen, dass Tiefengruben zwischen 1360 und 1500 aus der Herrschaft des Erzbischofs von Mainz in die Herrschaft des Rates der Stadt Erfurt übergegangen ist. Möglicherweise haben Erfurter Patrizier nach und nach Höfe aufgekauft und so den Herrschaftswechsel bewirkt.
Während des Deutschen Bauernkrieges beteiligten sich am Bauernaufstand 1525 im Erfurter Gebiet auch Männer aus Tiefengruben. Kunz Stademan (Stadermann) war einer der Anführer beim Sturm auf das Schloss Tonndorf. Er wurde gefangen genommen und in Erfurt verhört. Er konnte aber während des Prozesses entfliehen und blieb seitdem verschollen. Die mitangeklagten Bauern wurden auf der Wagd, dem Steiger bei Erfurt, enthauptet.
Nach einem langen Rechtsstreit zog der Erzbischof von Mainz 1592 Tiefengruben zusammen mit anderen umliegenden Dörfern als wiederkäufliches Mainzer Lehen ein und trat die kurmainzischen Lehensrechte an den Herzog von Sachsen-Weimar ab.
Bis 1680 blieb Tiefengruben unter der Herrschaft der sächsischen Herzöge. Durch Vertrag von 1680 ging das zum Amt Tonndorf gehörende Tiefengruben wieder an Kurmainz über.
Mit dem Frieden von Lunéville (1801) wurde die Säkularisation der geistlichen Staatswesen (auch Kurmainz) zum Zwecke der Entschädigung für linksrheinischen Gebietsverlust beschlossen. Am 23. Mai 1802, also lange vor dem Reichsdeputationshauptschluss, kam zwischen Preußen und Frankreich ein Sondervertrag zustande, durch den dem König von Preußen u. a. auch Erfurt und das Erfurter Gebiet zugesprochen wurde. Nach der Schlacht bei Jena und Auerstedt (14. Oktober 1806) wurde das Erfurter Gebiet mit Tiefengruben dem Herrschaftsbereich Napoleons eingegliedert (Fürstentum Erfurt). Nach der Völkerschlacht bei Leipzig 1813 und dem Rückzug der französischen Armee kamen Erfurt und das Erfurter Gebiet wieder unter preußische Verwaltung.
Als Ergebnis des Wiener Kongresses wurde das Amt Tonndorf mit Tiefengruben dem neuen Großherzogtum Sachsen-Weimar-Eisenach zugesprochen. Damit gehörte Tiefengruben von 1816 bis 1918 zu Sachsen-Weimar. Nach dem Ende des Ersten Weltkriegs und der Bildung des Landes Thüringen 1920 wurde der Ort Teil des Landkreises Weimar.
1994 wurde Tiefengruben nach Bad Berka eingemeindet. Ortsteil-Bürgermeister ist derzeit Axel Pollex.

## Kultur und Sehenswürdigkeiten

### Bauwerke
- Die Kirche St. Nikolaus, im Zentrum des Ortes neben einem Teich gelegen, wurde wahrscheinlich schon im 15. Jahrhundert erbaut und 1686 modernisiert. Eine Bürgerinitiative bemüht sich um die Sanierung des Gotteshauses.

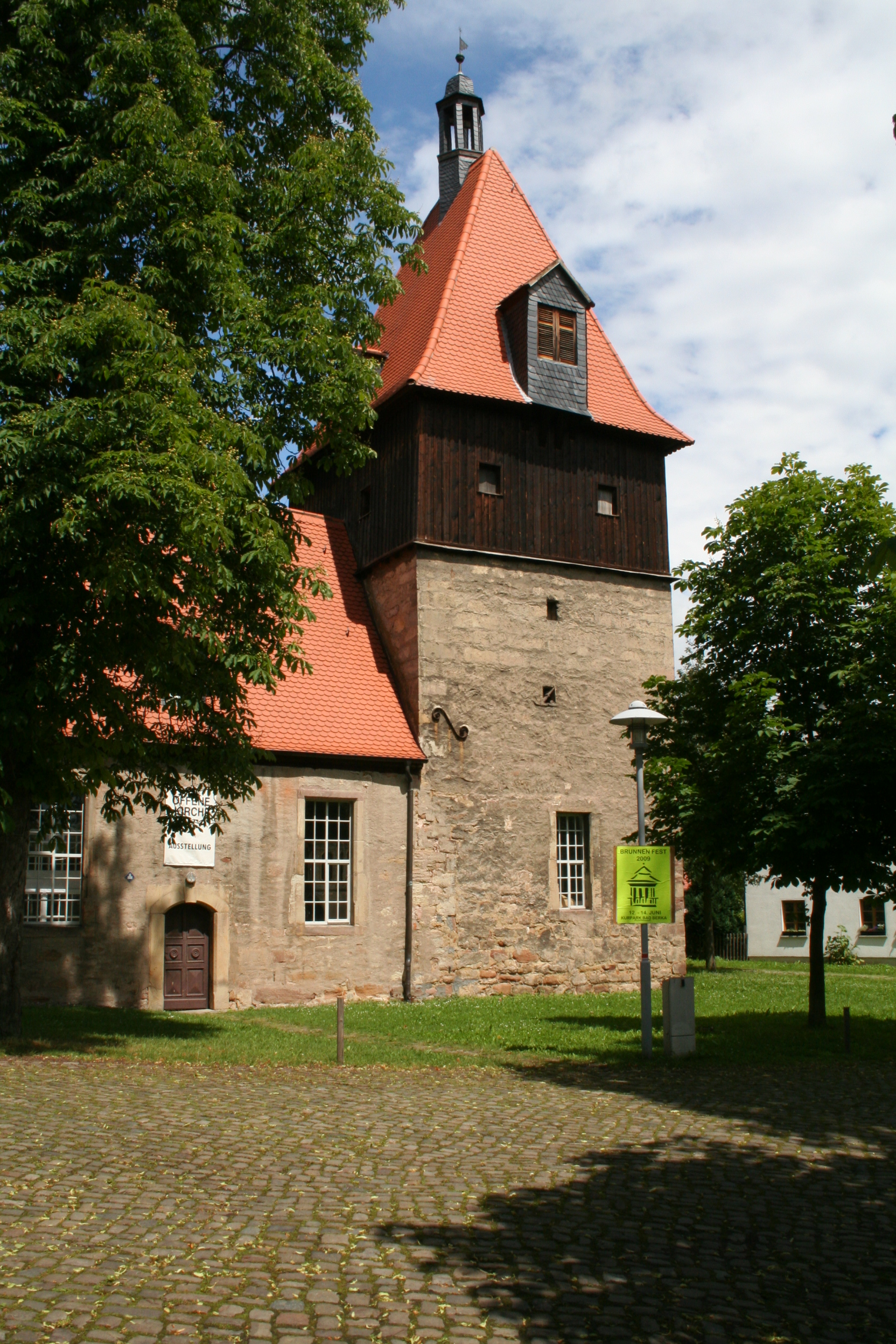
Die Kirche
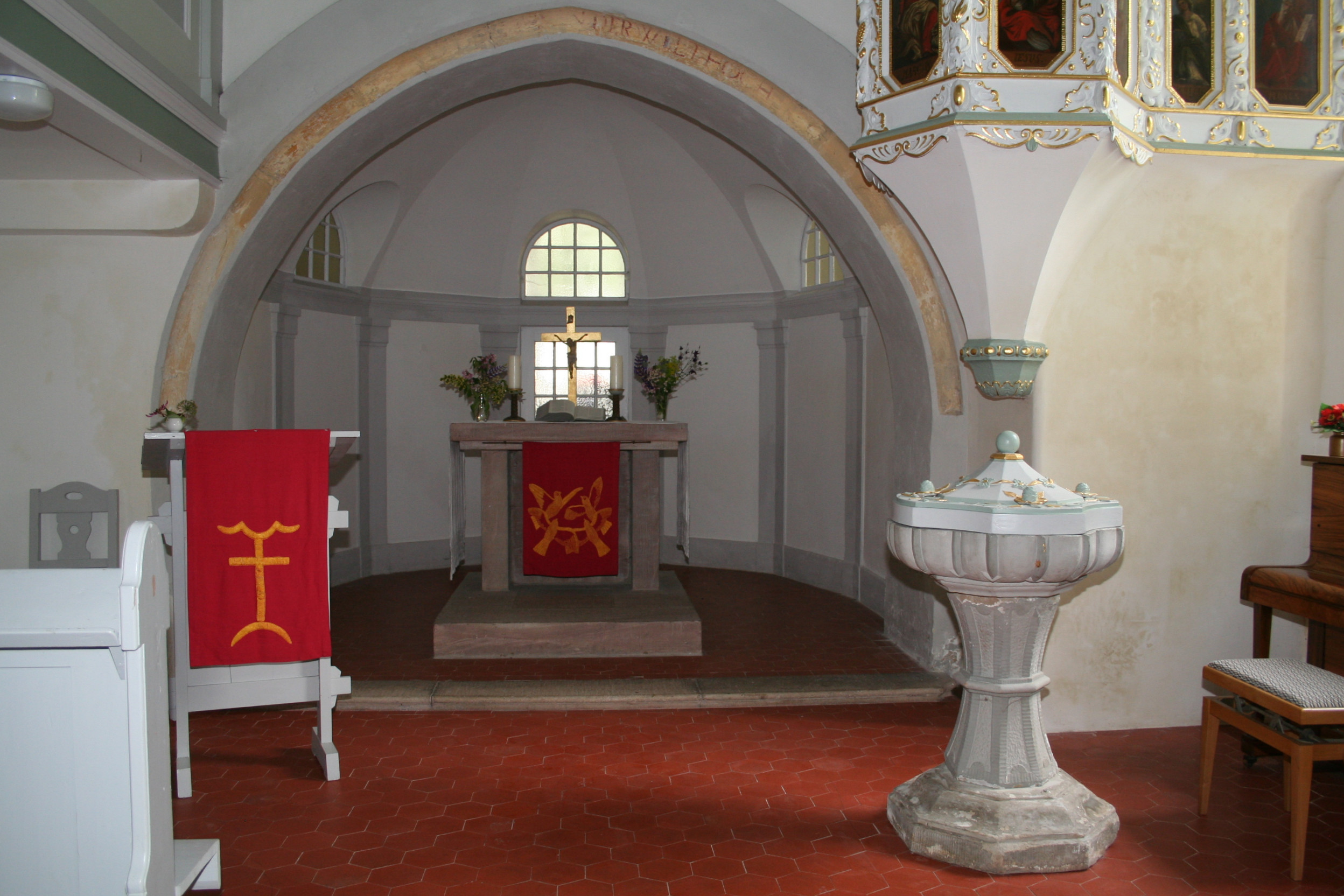
Blick zum Altar
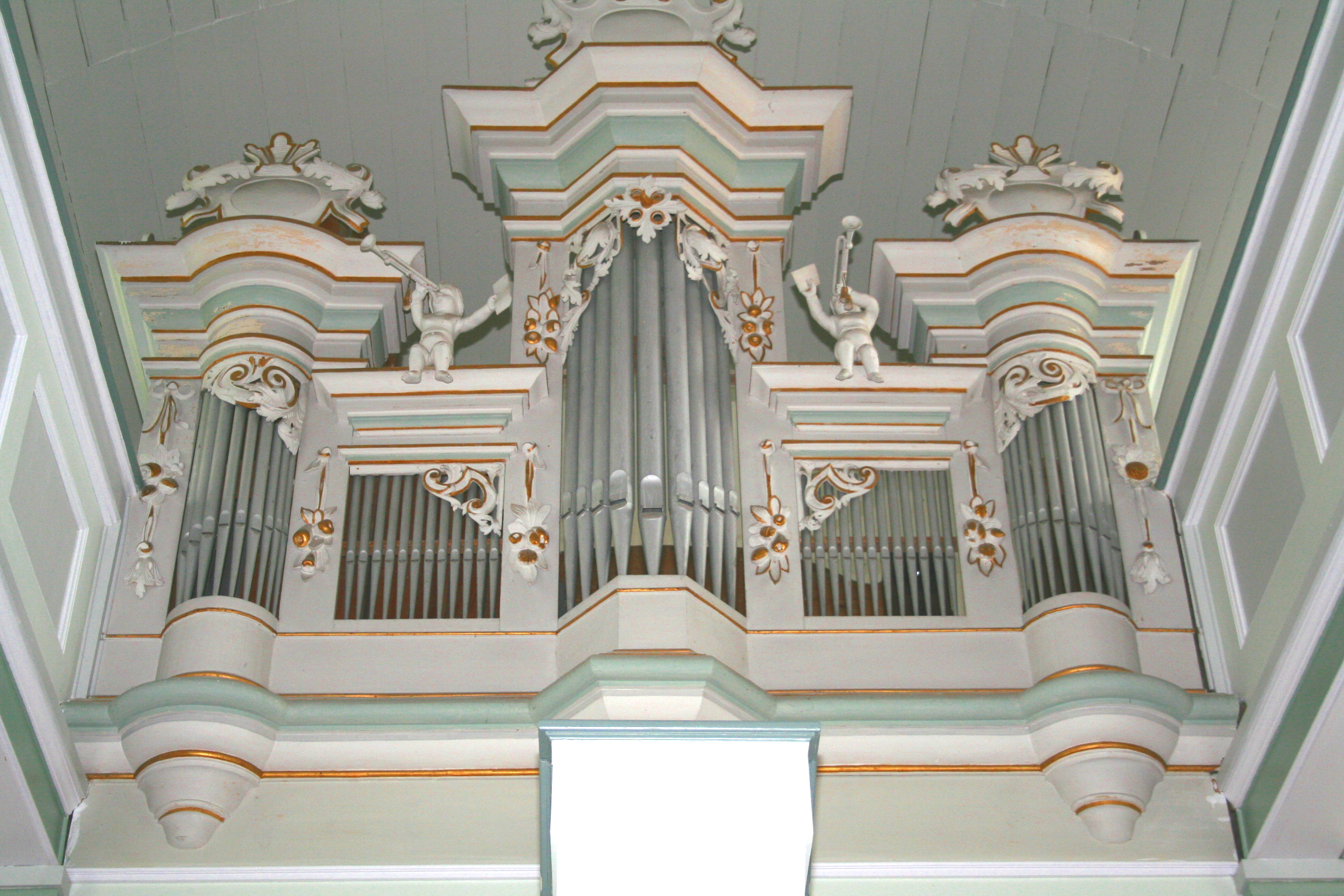
Die Orgel

- Im ältesten Haus des Dorfes entstand das kleine Cafe „Zur schwarzen Küche“.[4]

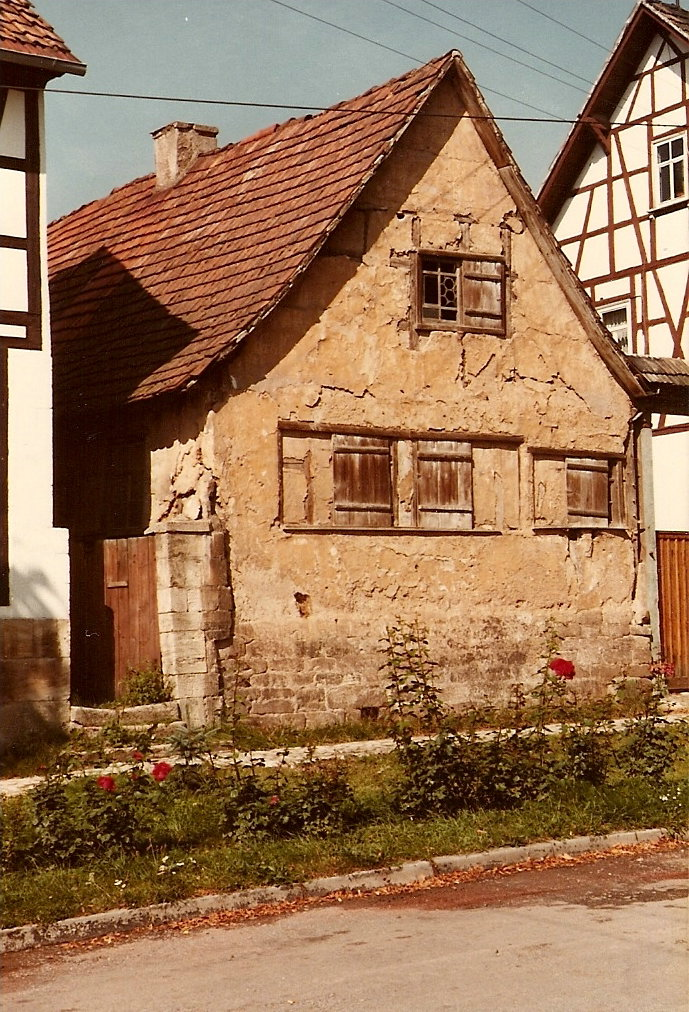
Das um 1750 erbaute älteste Wohnhaus von Tiefengruben (Aufnahme aus dem Jahr 1982).
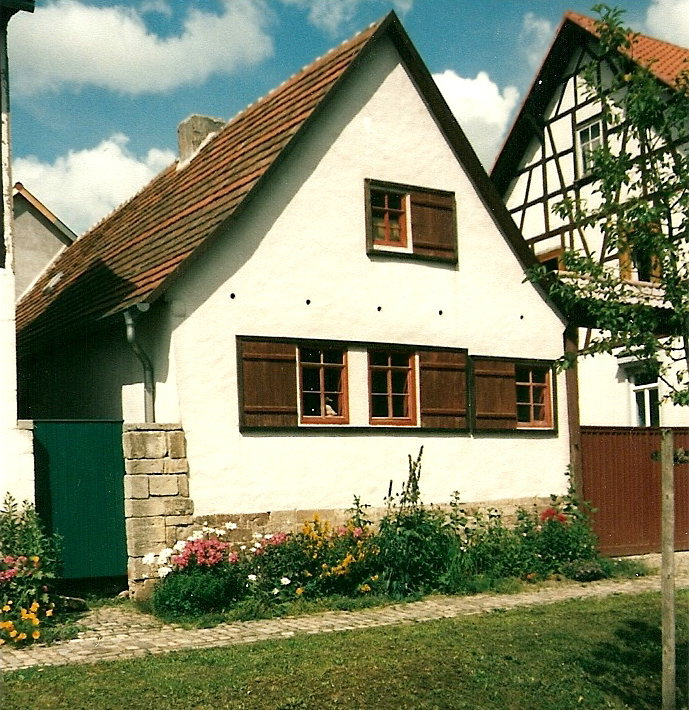
Das abbruchreife Haus wurde zum kleinen Café „Zur schwarzen Küche“ umgestaltet.

- Beachtenswert ist der wiedererrichtete „alte“ Dorfbrunnen, genannt „der Born“, nordwestlich der Kirche. Früher war die ummauerte Schöpfstelle offen, wie ein Bild in einem Buch aus dem Jahr 1966 zeigt.[5]
- Am Dorfteich das Denkmal für die Gefallenen und Vermissten des Ersten Weltkriegs 1914–1918 wurde von Adolf Brütt (1855–1939) entworfen und aus Bad Berkaer Sandstein 1924/25 errichtet. Von der Inschrift oben auf der Westseite sind die Wörter „IM KRIEG 1914–1918“ (vermutlich vor 1970) weggemeißelt worden.[6]

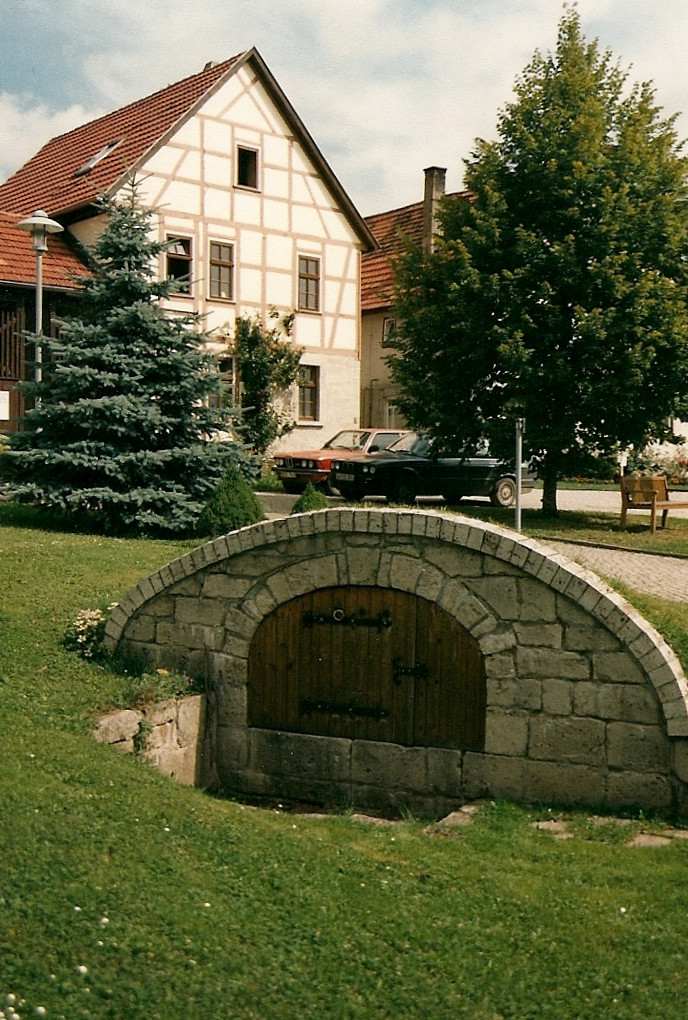
Der wiedererrichtete „alte“ Dorfbrunnen, genannt Der Born
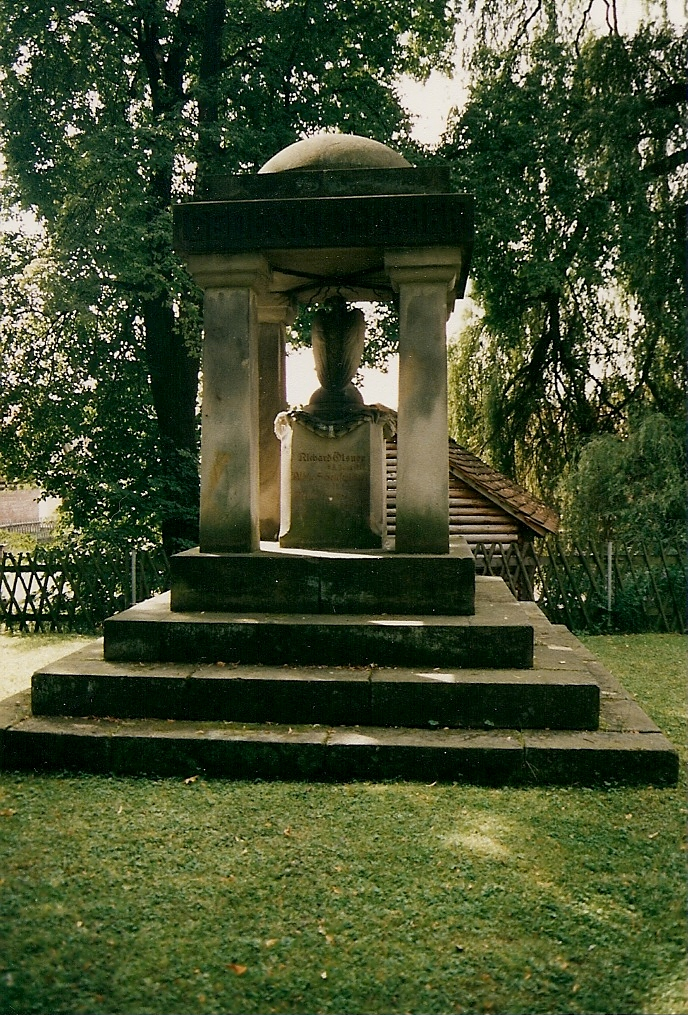
Denkmal für die Gefallenen und Vermissten des Ersten Weltkriegs 1914–1918

### Regelmäßige Veranstaltungen
Mit dem Party.San Metal Open Air fand auf einer Wiese bei Tiefengruben eines der größten europäischen Festivals seiner Art statt. Auf Grund des schwierigen Untergrunds entschied sich der Veranstalter, das Festival ab 2011 auf dem ehemaligen Militärflugplatz Obermehler in der Nähe von Schlotheim im Norden Thüringens stattfinden zu lassen.
Daneben gibt es im Rahmen des seit 1996 jährlich stattfindenden Tiefengrubener Kultursommers zahlreiche Feste, Veranstaltungen und Ausstellungen.

## Auszeichnungen
- 1992: 2. Platz im Landeswettbewerb „Unser Dorf soll schöner werden“
- 1993: Silber im Bundeswettbewerb „Unser Dorf soll schöner werden“
- 2000: 1. Platz im Landeswettbewerb „Unser Dorf hat Zukunft“
- 2001: Gold im Bundeswettbewerb „Unser Dorf hat Zukunft“

## Sonstiges
Die Ortslage ist von Streuobstwiesen umgeben. Der historische Bestand wurde in den 1990er Jahren wissenschaftlich dokumentiert. Dabei wurde festgestellt, dass von den untersuchten 920 Bäumen eine ungewöhnlich große Anzahl älterer und sehr alter Obstbaumsorten vorkam: 55 Apfelsorten und 27 Birnensorten sowie 6 damals unbestimmbare Sorten. Die älteste bestimmte Apfelsorte wurde 1613 erstmals als Königlicher Kurzstiel erwähnt.

## Söhne und Töchter des Dorfes
- Cuntz Stadermann war einer der Anführer beim Sturm auf das Schloss Tonndorf 1525 während des Bauernkriegs im Erfurter Gebiet. Er wurde gefangen genommen, in Erfurt verhört, konnte aber entfliehen und ist verschollen. Die mitangeklagten Bauern wurden auf der Wagd, dem Steiger bei Erfurt, enthauptet.[1]
- Witwe Margarete Förster wurde am 4. Juni 1663 als angebliche Hexe verbrannt. Sie ist in Tiefengruben das einzige Opfer der Hexenverfolgung.[1]
- Friedrich Wilhelm Seidler (* 5. April 1802; † 29. April 1879), Lehrer 1822–1830 in Schöten bei Apolda, gleichzeitig Kantor an der Klosterkirche in Heusdorf, 1828 Mitbegründer und erster musikalischer Leiter des Singvereins zu Apolda, Lehrer und Kantor 1830–1874 in Tiefengruben. Für seine Verdienste um die Gemeinde Tiefengruben wurde er mit der silbernen Verdienstmedaille ausgezeichnet.[1][8]